# Списак интеграла логаритамских функција
Списак интеграла логаритамских функција:
x>0 вреди за све интеграле у овом чланку.
{\displaystyle \int \ln cx\,dx=x\ln cx-x}
{\displaystyle \int (\ln x)^{2}\;dx=x(\ln x)^{2}-2x\ln x+2x}
{\displaystyle \int (\ln cx)^{n}\;dx=x(\ln cx)^{n}-n\int (\ln cx)^{n-1}dx\qquad {\mbox{(for }}n\neq 1{\mbox{)}}}
{\displaystyle \int {\frac {dx}{\ln x}}=\ln |\ln x|+\ln x+\sum _{i=2}^{\infty }{\frac {(\ln x)^{i}}{i\cdot i!}}}
{\displaystyle \int {\frac {dx}{(\ln x)^{n}}}=-{\frac {x}{(n-1)(\ln x)^{n-1}}}+{\frac {1}{n-1}}\int {\frac {dx}{(\ln x)^{n-1}}}\qquad {\mbox{(for }}n\neq 1{\mbox{)}}}
{\displaystyle \int x^{m}\ln x\;dx=x^{m+1}\left({\frac {\ln x}{m+1}}-{\frac {1}{(m+1)^{2}}}\right)\qquad {\mbox{(for }}m\neq 1{\mbox{)}}}
{\displaystyle \int x^{m}(\ln x)^{n}\;dx={\frac {x^{m+1}(\ln x)^{n}}{m+1}}-{\frac {n}{m+1}}\int x^{m}(\ln x)^{n-1}dx\qquad {\mbox{(for }}m,n\neq 1{\mbox{)}}}
{\displaystyle \int {\frac {(\ln x)^{n}\;dx}{x}}={\frac {(\ln x)^{n+1}}{n+1}}\qquad {\mbox{(for }}n\neq 1{\mbox{)}}}
{\displaystyle \int {\frac {\ln x\,dx}{x^{m}}}=-{\frac {\ln x}{(m-1)x^{m-1}}}-{\frac {1}{(m-1)^{2}x^{m-1}}}\qquad {\mbox{(for }}m\neq 1{\mbox{)}}}
{\displaystyle \int {\frac {(\ln x)^{n}\;dx}{x^{m}}}=-{\frac {(\ln x)^{n}}{(m-1)x^{m-1}}}+{\frac {n}{m-1}}\int {\frac {(\ln x)^{n-1}dx}{x^{m}}}\qquad {\mbox{(for }}m,n\neq 1{\mbox{)}}}
{\displaystyle \int {\frac {x^{m}\;dx}{(\ln x)^{n}}}=-{\frac {x^{m+1}}{(n-1)(\ln x)^{n-1}}}+{\frac {m+1}{n-1}}\int {\frac {x^{m}dx}{(\ln x)^{n-1}}}\qquad {\mbox{(for }}n\neq 1{\mbox{)}}}
{\displaystyle \int {\frac {dx}{x\ln x}}=\ln |\ln x|}
{\displaystyle \int {\frac {dx}{x^{n}\ln x}}=\ln |\ln x|+\sum _{i=1}^{\infty }(-1)^{i}{\frac {(n-1)^{i}(\ln x)^{i}}{i\cdot i!}}}
{\displaystyle \int {\frac {dx}{x(\ln x)^{n}}}=-{\frac {1}{(n-1)(\ln x)^{n-1}}}\qquad {\mbox{(for }}n\neq 1{\mbox{)}}}
{\displaystyle \int \sin(\ln x)\;dx={\frac {x}{2}}(\sin(\ln x)-\cos(\ln x))}
{\displaystyle \int \cos(\ln x)\;dx={\frac {x}{2}}(\sin(\ln x)+\cos(\ln x))}